# Eleição municipal de Santa Rita em 2024
A eleição municipal da cidade brasileira de Santa Rita ocorreu no dia 6 de outubro de 2024 (domingo), onde os 101.717 eleitores elegeram um prefeito, vice-prefeito e 19 vereadores para a administração santa-ritense. Por estar em seu segundo mandato consecutivo (foi eleito em 2016 e reeleito em 2020) o atual prefeito, Dr. Emerson Panta (PP), não concorreu à reeleição.
O vereador Jackson Alvino (PP), apoiado por Emerson Panta, foi eleito em disputa apertada com Nilvan Ferreira (Republicanos): foram 38.241 votos contra 36.706 de seu rival. Luciano Alvino (irmão de Jackson e filiado ao PODE), foi o terceiro colocado com 1.996 votos e Jodson Júnior (PSOL) recebeu 1.096. Os candidatos que tiveram a menor votação foram Biló (PT) e Nicola Lomonaco (Agir). Houve ainda 2.925 votos em branco e 5.090 nulos, além de 14.747 abstenções.
O PP foi também o partido que elegeu a maior bancada de vereadores: 7 candidatos do partido foram eleitos. O PDT elegeu 3 vereadores, seguido por PSD e Republicanos (2 vereadores), enquanto MOBILIZA, MDB, DC e as federações Brasil da Esperança (representada pelo PT) e PSDB Cidadania (representada pelo PSDB) elegeram um vereador.

## Antecedentes
Nas eleições de 2020, 10 candidatos disputaram a prefeitura municipal (Adones Junior, do Solidariedade, saiu da disputa no final da campanha). O prefeito titular, Dr. Emerson Panta (PP), foi reeleito com 32.738 votos, contra 13.875 de seu rival mais próximo, Flaviano Quinto (PSC).

## Calendário eleitoral
| Início        | Fim           | Atividades | Status    |
| ------------- | ------------- | --- | --------- |
| 7 de março    | 5 de abril    | Janela partidária para vereadores trocarem de partido visando concorrer às eleições sem perder o mandato. | Realizado |
| 6 de abril    | 6 de abril    | Data-limite para todas as legendas e federações partidárias obterem o registro dos estatutos no TSE e para todos os candidatos terem domicílio eleitoral na circunscrição em que desejam disputar as eleições com a filiação deferida pelo partido. | Realizado |
| 15 de maio    | 15 de maio    | Início da campanha de arrecadação prévia de recursos na modalidade de financiamento coletivo para pré-candidatos, sem realização de pedidos de voto e obedecendo a regras relativas à propaganda eleitoral na Internet.                             | Realizado |
| 20 de julho   | 5 de agosto   | Realização de convenções partidárias para deliberar sobre coligações e escolher candidatos às prefeituras e aos cargos de vereador. Os partidos têm até 15 de agosto para registrar os nomes na Justiça Eleitoral.                                  | Realizado |
| 16 de agosto  | 16 de agosto  | Início das campanhas eleitorais de forma igualitária, podendo qualquer publicidade ou manifestação com pedido explícito de voto antes da data ser considerada irregular e multada.                                                                  | Realizado |
| 30 de agosto  | 3 de outubro  | Veiculação da propaganda eleitoral gratuita no rádio e na televisão. | Realizado |
| 6 de outubro  | 6 de outubro  | Realização do primeiro turno das eleições municipais. | Realizado |
| 11 de outubro | 25 de outubro | Veiculação da propaganda eleitoral gratuita no rádio e na televisão para o segundo turno. | Realizado |
| 27 de outubro | 27 de outubro | Realização de um eventual segundo turno nas cidades com mais de 200 mil eleitores em que o candidato a prefeito mais votado não tenha atingido a metade mais um dos votos válidos.                                                                  | Realizado |

## Candidaturas
| Nº | Candidato          | Partido      | Candidato a vice         | Cargos relevantes ou profissão                                 | Coligação                                                                                          | Tempo no horário eleitoral |
| -- | ------------------ | ------------ | ------------------------ | -------------------------------------------------------------- | -------------------------------------------------------------------------------------------------- | -------------------------- |
| 10 | Nilvan Ferreira    | Republicanos | João Júnior (PSB)        | Radialista e apresentador de televisão                         | "Uma Chance Para o Novo Tempo" (Republicanos, PSB, MDB, Avante, Solidariedade, MOBILIZA, PMB e PL) | A definir                  |
| 11 | Jackson Alvino     | PP           | Ednaldo do Edilicya (PP) | Vereador (2021–2024)                                           | "100% Melhor pra Santa Rita" (PP, Federação PSDB Cidadania, DC, UNIÃO, PDT, NOVO e PSD)            | A definir                  |
| 13 | Severino Biló      | PT           | Emiliana Silva (PT)      | Presidente do diretório do PT em Santa Rita                    | Federação Brasil da Esperança (PT, PCdoB e PV)                                                     | A definir                  |
| 20 | Dr. Luciano Alvino | PODE         | Adriano Saraiva (PODE)   | Secretário de Administração e Gestão de Santa Rita (2017–2024) | Partido não coligado                                                                               | A definir                  |
| 36 | Nicola Lomonaco    | Agir         | André de Tibiri (Agir)   | Empresário e radialista                                        | Partido não coligado                                                                               | A definir                  |
| 50 | Dr. Jodson Júnior  | PSOL         | Rafael Freitas (PSOL)    | Professor                                                      | Federação PSOL REDE                                                                                | A definir                  |

### Desistências
| Nº              | Candidato                     | Partido       | Cargos relevantes ou profissão                                       | Motivo da desistência                                   |
| --------------- | ----------------------------- | ------------- | -------------------------------------------------------------------- | ------------------------------------------------------- |
| 70              | Ivonete Barros                | Avante        | Vereadora (2013–2024)                                                | Apoio do Avante à candidatura de Nilvan Ferreira        |
| 77              | Pedrito Gomes                 | Solidariedade | Prefeito de Cruz do Espírito Santo (2013–2021), Vereador (2005–2013) | Apoio do Solidariedade à candidatura de Nilvan Ferreira |
|                 | Tonho da Galinha              | Sem partido   | Agropecuarista e comerciante                                         |                                                         |
| Flaviano Quinto | Deputado estadual (2007–2011) | Sem partido   |                                                                      |                                                         |

## Candidaturas a vereança
Conforme dados informados ao TSE, foram registradas 281 candidaturas a vereador em Santa Rita. A coligação "Uma Chance Para o Novo Tempo" é a que possui o maior número de candidatos (126), seguida pela coligação "100% Melhor pra Santa Rita" (111). A Federação Brasil da Esperança (PT, PCdoB e PV) tem o maior número de candidaturas entre partidos e federações (20), seguida por PSB, MDB, Avante, MOBILIZA, PP e PSD, com 19. O Cidadania (que integra a federação com o PSDB) registrou apenas a candidatura de Reginaldo Segundo para vereador, enquanto o PMB não lançou nenhum candidato.
PRD, PRTB, PCO, PSTU e UP não fizeram convenções para lançar candidaturas ou apoiar algum candidato a prefeito.
A candidata a vereadora mais velha registrada no TSE foi Arlete da Saúde, do DC, aos 73 anos, e Thiago Moreira, do PT, é o candidato mais novo, com 19 anos.
| Partido / Federação           | Número de candidaturas |
| ----------------------------- | ---------------------- |
| Republicanos                  | 16                     |
| PSB                           | 19                     |
| MDB                           | 19                     |
| Avante                        | 19                     |
| Solidariedade                 | 18                     |
| MOBILIZA                      | 19                     |
| PMB                           | Nenhum candidato       |
| PL                            | 16                     |
| PP                            | 19                     |
| Federação PSDB Cidadania      | 18                     |
| DC                            | 16                     |
| UNIÃO                         | 11                     |
| PDT                           | 16                     |
| NOVO                          | 12                     |
| PSD                           | 19                     |
| Federação Brasil da Esperança | 20                     |
| Federação PSOL REDE           | 12                     |
| Agir                          | 12                     |
| Podemos                       | Nenhum candidato       |
| Total                         | 281                    |

## Resultados

### Prefeito
| Candidato(a)                   | Vice                      | 1º turno 6 de outubro de 2024 | 1º turno 6 de outubro de 2024 |
| Candidato(a)                   | Vice                      | Votação                       | Votação                       |
| Total                          | Porcentagem               | Total                         | Porcentagem                   |
| ------------------------------ | ------------------------- | ----------------------------- | ----------------------------- |
| Jackson Alvino (PP)            | Edinaldo do Edilicya (PP) | 38.241                        | 48,44%                        |
| Nilvan Ferreira (Republicanos) | João Júnior (PSB)         | 36.706                        | 46,50%                        |
| Dr. Luciano Alvino (PODE)      | Adriano Saraiva (PODE)    | 1.996                         | 2,53%                         |
| Dr. Jodson Júnior (PSOL)       | Rafael Freitas (PSOL)     | 1.096                         | 1,39%                         |
| Severino Biló (PT)             | Emiliana Silva (PT)       | 637                           | 0,81%                         |
| Nicola Lomonaco (Agir)         | André de Tibiri (Agir)    | 264                           | 0,33%                         |
| Votos em branco                | Votos em branco           | 2.925                         | 3,36%                         |
| Votos nulos                    | Votos nulos               | 5.090                         | 5,85%                         |
| Total                          | Total                     | 86.955                        | 86,50%                        |
| Abstenções                     | Abstenções                | 14.747                        | 14,50%                        |
| Votos válidos                  | Votos válidos             | 78.940                        | 90,78%                        |
| Total de eleitores             | Total de eleitores        | 101.717                       |                               |

## Vereadores eleitos
| Candidato eleito              | Partido                    | Votação | Porcentagem | Cidade onde nasceu | Unidade federativa |
| Bruno O Filho de Cicinha      | PP                         | 2.361   | 2,87%       | Santa Rita         | Paraíba            |
| Farias                        | PP                         | 2.048   | 2,49%       | Santa Rita         | Paraíba            |
| Marinaldo                     | PP                         | 2.015   | 2,45%       | Santa Rita         | Paraíba            |
| Francisco Queiroga            | PP                         | 1.872   | 2,28%       | João Pessoa        | Paraíba            |
| Epitácio Viturino             | PP                         | 1.847   | 2,25%       | Santa Rita         | Paraíba            |
| Flávio Panta                  | PP                         | 1.779   | 2,16%       | João Pessoa        | Paraíba            |
| Anésio Miranda                | PP                         | 1.720   | 2,09%       | Santa Rita         | Paraíba            |
| Cleidinha de Digão            | PDT                        | 1.611   | 1,96%       | Santa Rita         | Paraíba            |
| Irmão Josivaldo               | Republicanos               | 1.576   | 1,92%       | Santa Rita         | Paraíba            |
| Otávio Bernardino             | PDT                        | 1.555   | 1,89%       | João Pessoa        | Paraíba            |
| Boquinha Filho de Walter Cruz | PDT                        | 1.356   | 1,65%       | Santa Rita         | Paraíba            |
| Wagner de Bebé                | PSD                        | 1.149   | 1,40%       | Santa Rita         | Paraíba            |
| Alysson Gomes                 | Republicanos               | 1.098   | 1,34%       | João Pessoa        | Paraíba            |
| David Santana                 | PT (FE Brasil)             | 1.048   | 1,27%       | Bayeux             | Paraíba            |
| Lemoel Ludovico               | DC                         | 965     | 1,17%       | Santa Rita         | Paraíba            |
| Clóvis de Loi                 | MDB                        | 929     | 1,13%       | Santa Rita         | Paraíba            |
| Jaqueline Justino             | PSD                        | 882     | 1,07%       | Santa Rita         | Paraíba            |
| Anderson Liberato             | MOBILIZA                   | 826     | 1%          | Rio Tinto          | Paraíba            |
| Dr. João Alves                | PSDB (Fed. PSDB Cidadania) | 611     | 0,87%       | Bayeux             | Paraíba            |